# كريستيانساند
كريستيانساند (بالنرويجية: Kristiansand) هي بلدية في فست أغدر وسادس أكبر مدينة في النرويج، بتعداد سكان يبلغ 88,598 نسمة (حسب إحصاء يونيو 2016). كريستيانساند هي عاصمة جنوب النرويج (بالنرويجية: Sørlandet). تجنباً للالتباس المحتمل مع مدينة كريستيانسوند (بالنرويجية: Kristiansund) النرويجية في مقاطعة موره ورومسدال يرفق غالباً حرف السين بعد الاسم (كريستيانساند س) أي الجنوبية.[بحاجة لمصدر]

## التاريخ

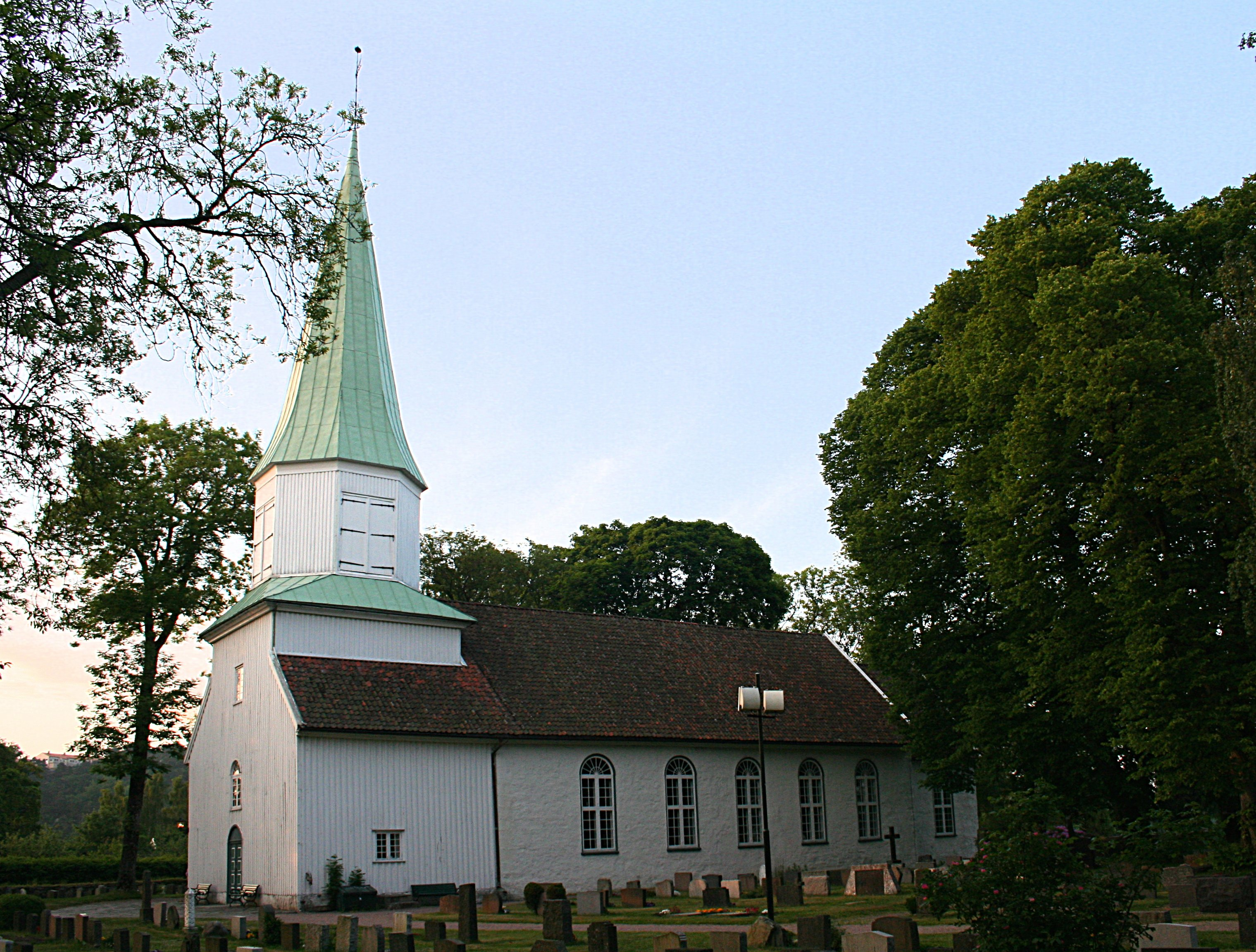
كنيسة Oddernes في كريستيانساند، شُيدت حوالي عام 1040.

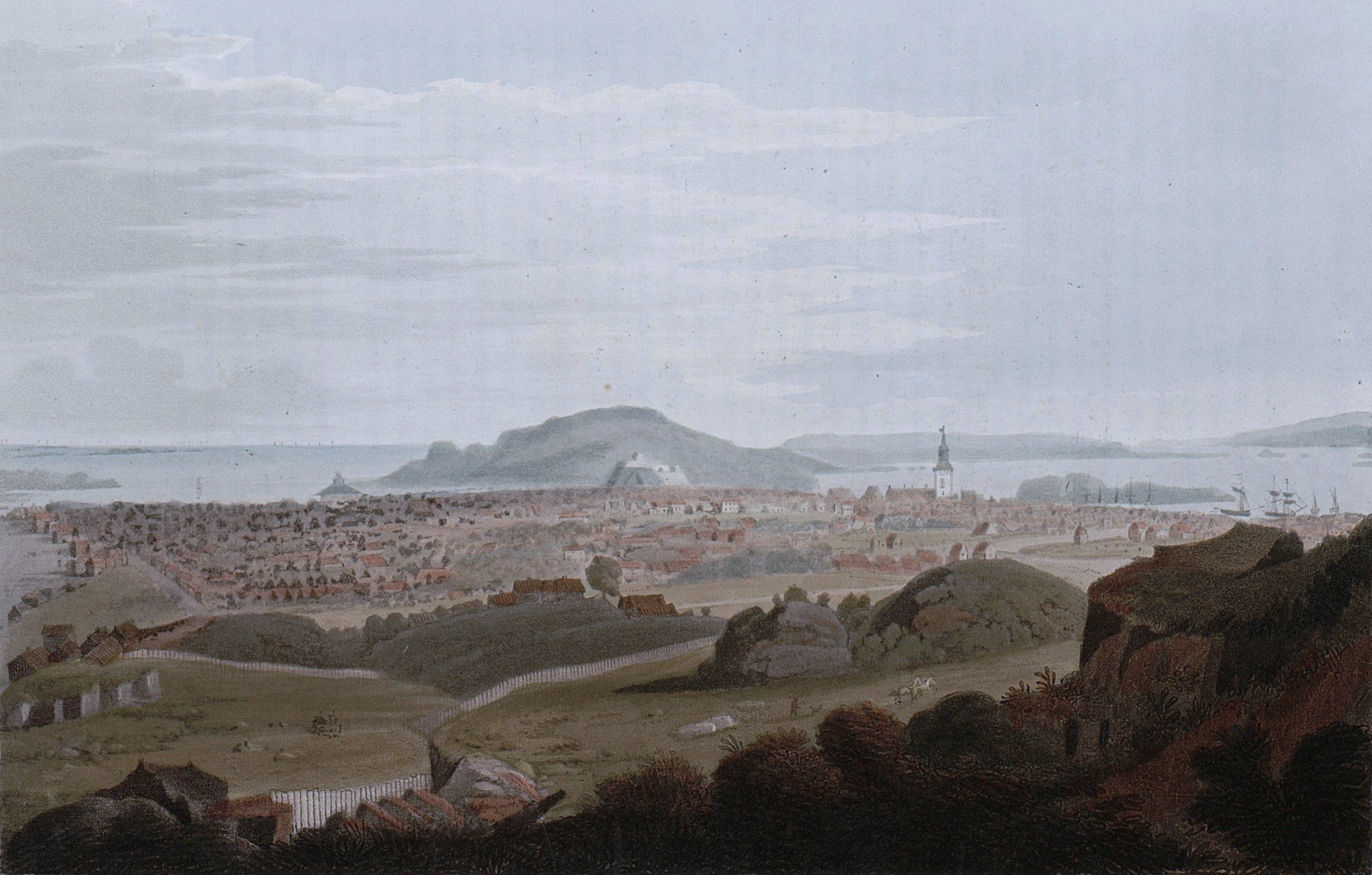
لوحة لكريستيانساند في صيف عام 1800، بريشة الرسام الإنجليزي جون ويليام إدي.

### ما قبل التاريخ وأوائل العصور التاريخية
استوطن البشر منطقة كريستيانساند منذ عصور ما قبل التاريخ؛ فقد اكتُشِفَ عام 1996 هيكل عظمي محفوظ جيداً لامرأة يعود لحوالي سنة 6500 ق. م في بلدية Søgne المجاورة. وهذا ما يؤكد وجود استيطان بشري قديم جداً للأرخبيل. يُعتقد أن Grathelleren الواقعة على Fidjane هي مستوطنة بشرية تعود للعصر الحجري. حصل أول اكتشاف في النرويج لأحد أشكال المواقع الشعائرية النيوليثية عام 2010 في Hamresanden ويعود إلى حوالي 3400 ق. م. وقد كشفت الحفريات الأثرية شرقي كنيسة Oddernes عن مستوطنات ريفية وجِدت خلال القرون التي سبقت وتَبِعت مباشرةً بداية الحقبة العامة. وتعد هذه المستوطنات المكتشفة هناك وفي مقاطعة روغالاند فريدتان من نوعهما عند النظر إليهما في السياق النرويجي: إذ كان السائد في النرويج القديمة هو انتشار المزارع المنعزلة بدلاً من القرى. وتُشير الاكتشافات الأخرى في الجثوات الواقعة حول الكنيسة في قسم Lund من المدينة إلى وجود استطيان بشري يبدأ من حوالي عام 400م، وقد عُثِر على خمسة وعشرين فرن مجوف بالأرض كانت تُستعمل للطهي مباشرةً خارج حائط الكنيسة عام 1907، وربما هي أقدم من ذلك. وتم في السابق تحديد موقع إحدى أكبر المقابر العائدة لعصر ما قبل المسيحية في جنوب النرويج إلى الجنوب وغرب الكنيسة. يُعتقد أنه كان يوجد مركز ملكي في Oddernes قبل عام 800م، وقد شُيدت الكنيسة حوالي عام 1040م.
يُعتقد باحتمال وجود كنيسة أو كنيستان خشبية ذات طراز قديم في نفس المكان قبل بناء حجر الكنيسة. أُجرٍيت حفريات أثرية تحت وحول الشاهد الروني بعدما نُقِلَ إلى شرفة الكنيسة، وتشير موجودات القبر إلى أن فناء الكنيسة كان بالأصل كبيراً على نحوٍ غير معتاد خلال العصور الوسطى العليا. وهذا يعني أن عدد سكان المنطقة كان كبيراً قبل انخفاضه على أثر الموت الأسود.
كان لكريستيانساند بالفعل ميناء يضج بالنشاط في القرنين الرابع عشر والخامس عشر وقرية صغيرة واقعة على نهر أوترا في أخفض نقطة مما يُعرف اليوم بحي Lund. كان الميناء الواقع على جزيرة Flekkerøy عنصراً آخر هام في تطور كريستيانساند، فقد كانت هذه Flekkerøy أهم جزيرة تطل على خليج سكاغيراك بدءاً من القرن السادس عشر وتم تحصينها للمرة الأولى خلال عهد الملك كريستيان الثالث عام 1555. وأمر الملك كريستيان الرابع بالانتقال من Nedenes وبناء قصر ملكي على الجزيرة.

### التأسيس حتى عام 1900

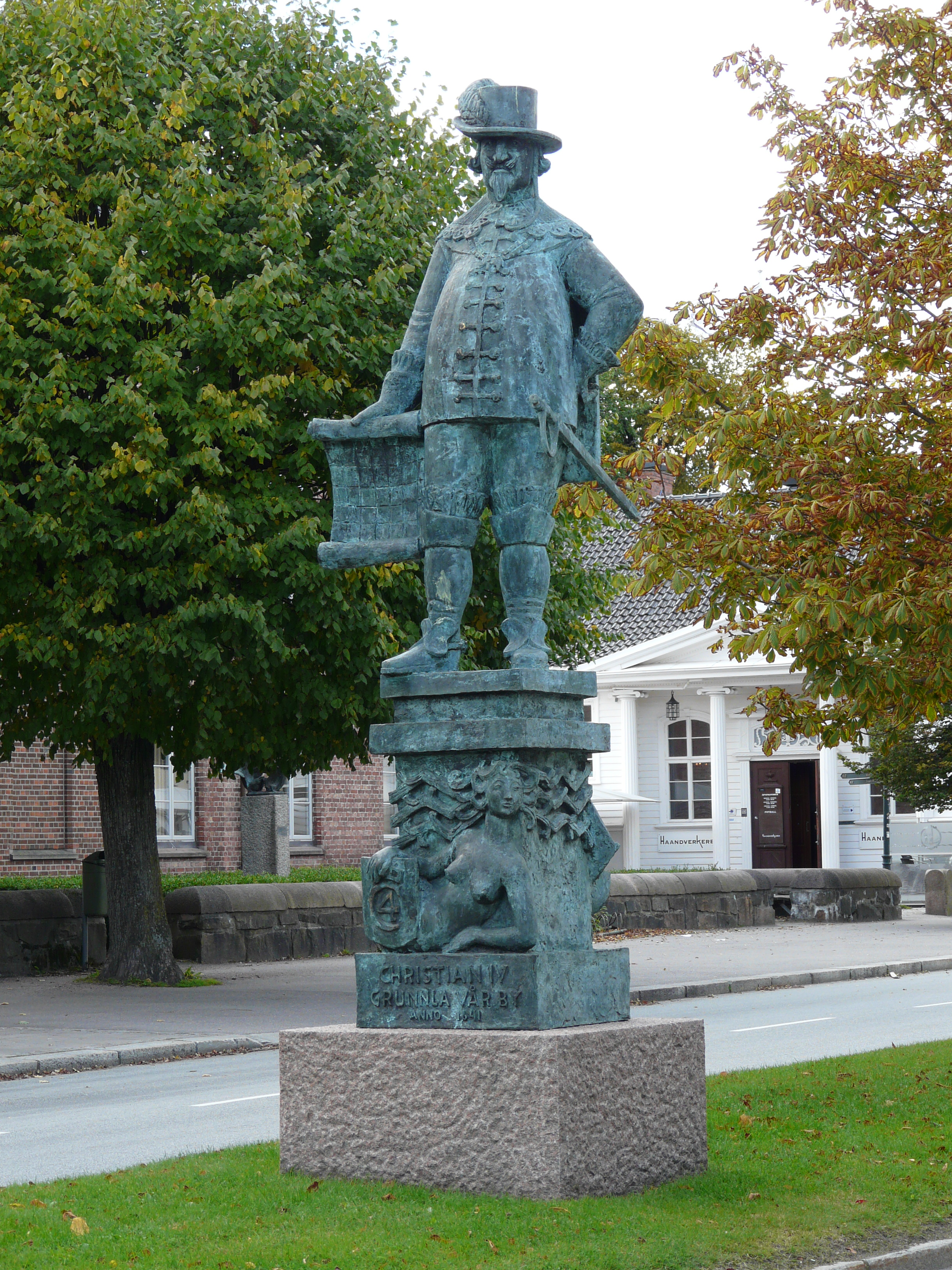
نصب الملك كريستيان الرابع في كريستيانساند التي ذُكِر عليها سنة 1641.

زار كريستيان الرابع (اُشتهِرَ لتأسيسه العديد من البلدات) الموقع في عام 1630 وعام 1635، وأسس بلدة «كريستيانساند» رسمياً بتاريخ 5 يوليو 1641 على «رمال» الضفة المقابلة لنهر أوترا (توريدالسيلفا). نُظِمت البلدة على نمط عمارة عصر النهضة على شكل شبكي، وتلقى التجار في منطقة أغدر أوامر بالانتقال إلى البلدة الجديدة. وحصل من انتقل من التجار بالمقابل على مجموعة متنوعة من الامتيازات التجارية وإعفاء ضريبي لمدة عشر سنوات.
أصبحت كريستيانساند حامية عسكرية عام 1666 وجرى تحصينها بشدة. قرر الملك كريستيان الخامس عام 1682 تغيير موقع أبرشية أغدر وتلمارك من ستافانغر لهناك. وهكذا أضحت المدينة الجديدة المدينة الرئيسية لهذا الفرع من الأبرشية  الكنائسية.
وقع أول حريق في كريستيانساند عام 1734، وعاد على المدينة بالخراب. ازدهر الوضع بالنسبة لبنّائي السفن في البلدة لاحقاً خلال القرن الثامن عشر في أعقاب الحرب الثورية الأمريكية، واستمر هذا الازدهار إلى حين اندلاع الحروب النابليونية، حينما أسفر الحصار القاري والحروب البحرية عن إلحاق ضربة قاسية بالتجارة. ودعمت الدنمارك-النرويج فرنسا في الحروب التي خاضتها وواجهت على أثر ذلك هجوماً بريطانياً بلا هوادة كما يروي هنريك إبسن في قصيدته بعنوان «تيريه فيجن». ولم يبدأ الاقتصاد بالتعافي إلّا بحلول ثلاثينيات القرن التاسع عشر، ويُذكر أن نمو صناعة النقل البحري النرويجية كان مهماً لكريستيانساند.

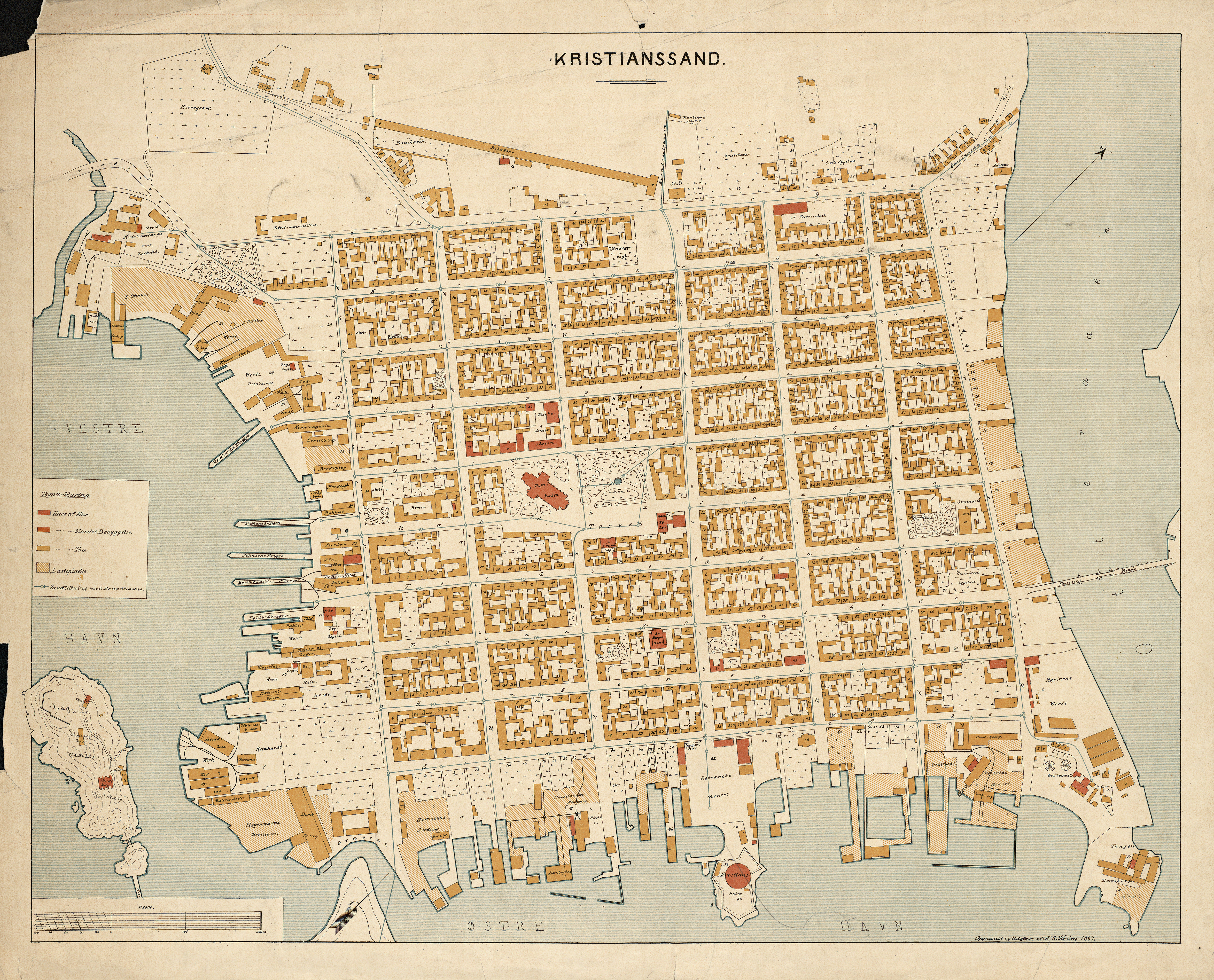
خريطة لوسط المدينة تعود لعام 1887

كان للمدينة محطة حجر صحي للسفن العابرة ومستشفى للمرضى المصابون بالكوليرا افتتح عام 1804 ويقع في جزيرة Odderøy. شهدت المدينة وقوع عدد وفيات أقل بالمقارنة مع المنطقة المحيطة، ويرجع سبب هذا بالدرجة الأولى لوجود محطة الحجر الصحي والمستشفى فيها. فمثلاً، بلغ عدد حالات الإصابة بالكوليرا في درامن 544 حالة خلال الفترة الممتدة ما بين عامي 1833-1866، توفي منهم 336 شخص. أما في كريستيانساند فلم يقع خلال ذات الفترة سوى 15 حالة وفاة جراء الكوليرا.
وقع تطور هام آخر خلال القرن التاسع عشر عندما تأسست ثاني مؤسسة مركزية متخصصة بالطب النفسي في النرويج عام 1881 وتُدعى "Sindssygeasyl". عمل مستشفى الطب النفسي على اجتذاب أطباء فائقي التخصص للمدينة، كما ساعد المستشفى في تأمين العديد من الوظائف للنساء.
اندلع آخِر حريق كبير في تاريخ المدينة عام 1892، وألحق دماراً واسعاً في نصف الشق الأصلي من المدينة. وأمتد الحريق فأصاب الأبنية حتى الكاتدرائية والتي كان قد أُعِيد بنائها بالطوب بعد حريق سابق لذاك وقع عام 1880.

### ما بعد عام 1900
تطورت كريستيانساند تدريجياً فأضحت مركزاً صناعياً بالتوازي مع التطور الحاصل على صعيد قطاع الطاقة المائية في جنوب النرويج، وساعد على هذا افتتاح مصفاة للنيكل في المدينة عام 1910. عادت الحرب العالمية الأولى على كريستيانساند بالنفع الاقتصادي بسبب أهميتها كمدينة محايدة للشحن والنقل البحريين. وتأثرت المدينة بالأزمات التي حلت تباعاً من سياسات معيار الذهب خلال عشرينيات القرن العشرين والأزمة الاقتصادية العالمية في الثلاثينيات.
ظهرت شخصيات رائدة في حركة العمال من المدينة، وقضى ليون تروتسكي خلال فترة نفيه حوالي العام في الأرخبيل المقابل للمدينة. وأصطحبه الشاعر آرنولف أوفرلاند من Randesund إلى Ny-Hellesund في Søgne عام 1936. وغدت كريستيانساند مركزاً للمثقفين خلال فترة ما بين الحربين العالميتين ولا سيما المعماري تيلو شودر الذي أقام بها عام 1932.
شنت القوات البحرية الألمانية واللوفتفافه هجوماً على كريستيانساند بتاريخ 9 أبريل عام 1940 خلال عملية عملية فيزروبونغ. قاومت المدفعية الساحلية النرويجية القوات البحرية الألمانية في جزيرة Odderøya. كما ضُرِبت القنابل وسط المدينة وأصيب برج كاتدرائية كريستيانساند البالغ ارتفاعه 70 متراً. نجح الهجوم الثالث الذي استهدف المدينة بسبب حصول خلط ما بين علم للإشارة والعلم الوطني الفرنسي ولم يُتدارك الخطأ إلّا بعد فوات الأوان. احتلت قوة بلغ قوامها ثماني مئة رجلاً المدينة.
جرى تطوير قسم Lund من المدينة في الإعمار بعد انتهاء الحرب، وتطورت Vågsbygd الواقعة غرباً خلال ستينيات وسبعينيات القرن العشرين لصتبح امتداداً للمدينة ويقطنها حوالي 20,000 نسمة. تراجعت الصناعة والأعمال في المدينة خلال الثمانينيات، وكان حريق فندق كاليدونين عام 1986 أحد الأسباب التي أدت إلى ذلك. ولكن ازداد زخم نشاط الأعمال بدءاً من النصف الثاني للعقد التاسع من القرن، بالترافق مع تطوير الشركات المختصة بالمعدات البحرية والتقنيات الأمنية والحفر.
تقرر دمج بلديات كريستيانساند و Songdalen و Søgne الثلاث المتجاورة يوم 1 يناير عام 2020 لتصبح جميعها بلدية واحدة تُدعى «كريستيانساند».

## الخدمات
تُعد كريستيانساند المركز الرئيسي لجامعة أغدر التي أُسسِّت عام 2007. وتحوي كذلك مطاراً، وثلاثة مراكز شرطة، وأحد فروع لمشفى جنوب النرويج (Sørlandet Sykehus HF).

## السياحة
تُعد السياحة نشاطا مهما في كريستيانساند، وموسم الصيف هو الأكثر جذباً للسياح. حديقة حيوان ومتنزه كريستيانساند هي أكبر حديقة حيوان في النرويج، حيث تتلقّى أكثر من 900,000 زائر سنويا. شارع ماركنس هو الشارع الرئيسي للمشاة في وسط المدينة، وبيستراندا هو الشاطئ الرئيسي بالإضافة شاطئ هامرساندن أطول شاطئ في كريستيانساند، والذي يحتوي على مخيَّم عائلي خلال موسم الصيف. تستضيف المدينة حفلا مجانيا في وسط المدينة مرة كل أسبوع في فصل الصيف. أما حديقة الصناعة (Sørlandsparken) الواقعة خارج المدينة فتحوي أكبر مركز تسوق في النرويج.

## التركيبة السكانية
| ترتيب | الأصل            | التعداد |
| ----- | ---------------- | ------- |
| 1     | بولندا           | 1,940   |
| 2     | فيتنام           | 1,890   |
| 3     | العراق           | 1,390   |
| 4     | تشيلي            | 1,300   |
| 5     | كوسوفو           | 1,280   |
| 6     | الدنمارك         | 1,160   |
| 7     | الصومال          | 1,070   |
| 8     | البوسنة والهرسك  | 940     |
| 9     | ألمانيا          | 880     |
| 10    | أفغانستان        | 880     |
| 11    | روسيا            | 840     |
| 12    | إيران            | 790     |
| 13    | السويد           | 700     |
| 14    | باكستان          | 550     |
| 15    | إريتريا          | 540     |
| 16    | المملكة المتحدة  | 500     |
| 17    | الولايات المتحدة | 420     |
| 18    | تايلاند          | 390     |
| 19    | أيسلندا          | 390     |
| 20    | تركيا            | 380     |
| 21    | فلسطين           | 360     |
| 22    | الفلبين          | 350     |
| 23    | سوريا            | 320     |
| 24    | إثيوبيا          | 330     |
| 25    | ليتوانيا         | 320     |
| 26    | كمبوديا          | 320     |
| 27    | دول أخرى         | 5,880   |

## توأمة
تُعتبر توأمة مدينتي مونستر وكريستيانساند في عام 1967 أول توأمة بين مدينة ألمانية وأخرى نرويجية. جاءت البادرة من كريستيانسند، حين التقى ممثلون عن المدينتين خلال احتفاليات جان دارك في مدينة أورليون، التي دعيت إليها كل المدن المتآخية مع أورليون. لا تملك مونستر وكريستيانساند  تشابها في التاريخ ولا في حجم المدينتين، لكنهما تمتلكان منذ نهاية سبعينات القرن العشرين أعداداً من التماثيل والأعمال الفنية المعاصرة المنتشرة على مساحة المدينتين. تعكس التوأمة لقاءات متعددة بين الطلاب والجمعيات وصداقات شخصية.